# Фруд, Джемс Энтони
Джемс Энтони Фруд (англ. James Anthony Froude; 23 апреля 1818, Дартингтон, Великобритания — 20 октября 1894, Кингсбридж, Великобритания) — британский историк, биограф, писатель

, журналист «Westminster Review», переводчик, педагог и редактор журнала «Fraser’s Magazine» (1860—1874). Благодаря своим работам касающимся истории Англии он стал одним из самых известных, а из-за своих полемических наклонностей — одним из самых противоречивых английских историков своего времени.

## Биография
Джемс Энтони Фруд родился 23 апреля 1818 года в селе Дартингтон в неметрополитенском районе Саут-Хэмс на южном побережье английского графства Девон в интеллигентной англиканской семье и был младшим из восьми детей, но когда он был ещё ребёнком, его мать Маргарет Фруд (урождённая Спеддинг) и несколько его братьев и сестёр умерли от чахотки. Его отец Роберт Харрелл Фруд (1771—1859) занимал должность архидиакона Тотнес, брат Харелл (1803—1836) был англиканским священником и одним из основателей Оксфордского движения; другой брат Уильям (1810—1879) стал инженером и одним из основоположников корабельной гидродинамики.

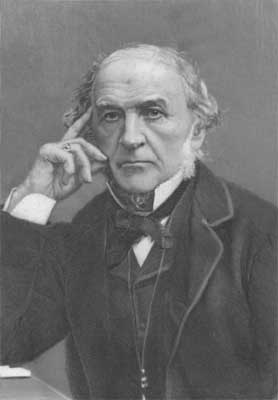
Джемс Энтони Фруд

Фруд учился сперва в Вестминстерской школе, затем продолжил обучение в Ориел-колледже, где основной сферой его интересов стала английская литературная классика, история Англии и теология.
В 1842 году Д. Э. Фруд получил литературную премию в Оксфорде за своё эссе по политической экономии и был принят в Эксетерский колледж.
Сначала он хотел пойти по стопам отца и брата и стать священнослужителем; 1845 году он был рукоположен в диаконы. Но его сомнения в своей англиканской вере росли и он публиковал их под видом полуавтобиографических художественных произведений; в это время он находился под влиянием Джона Генри Ньюмана и по взглядам своим приближался к католицизму. Сборник рассказов «Тени облаков» впервые появился в 1847 году под псевдонимом Зета. Около 1840 года в нём произошел переворот, выразившийся в брошюре: «Nemesis of the faith» (букв. «Немезида веры»). Это стоило ему стипендии в Эксетерском колледже, так что какое-то время ему пришлось жить за счёт журналистской работы. Фруд не отказался от христианской веры, но оставил англиканскую церковь. С этого момента его основным интересом стало не богословие, а история.
Как историк Фруд наиболее известен своей книгой «История Англии от падения Вулси до поражения испанской армады». Вдохновленные Томасом Карлейлем, его исторические сочинения были откровенно полемическими, что нажило ему множество академических и личных противников и неприязни критиков, которым особенно не понравились его пристрастные оценки Генриха VIII и Елизаветы Йоркской. Этот труд был написан простым, но блестящим и художественным слогом, знакомил с массой ранее неизданных документов и сообщал важные сведения о нравах и обычаях английского общества XVI века.

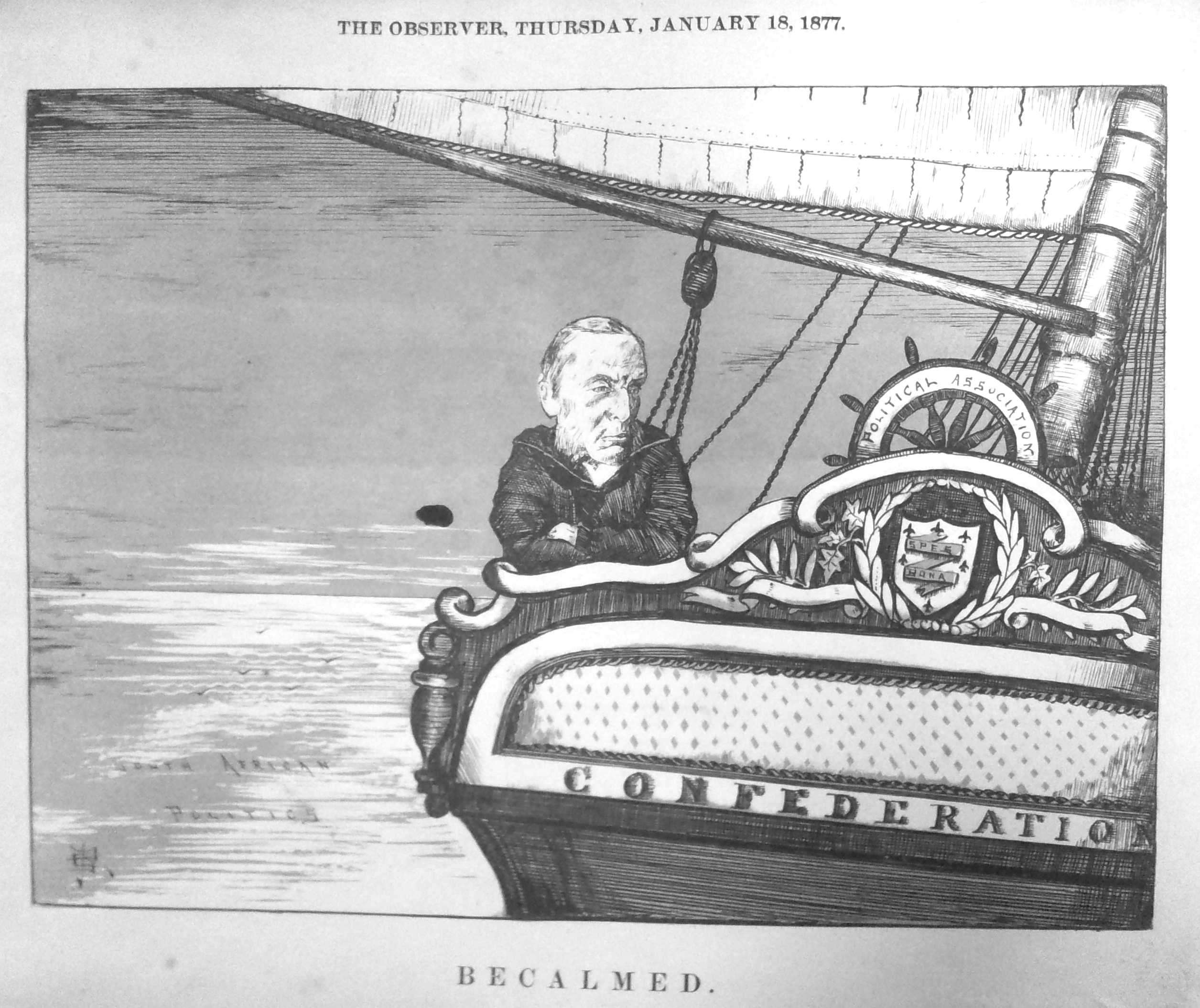
Карикатура на Фруда

С 1850 года он был постоянным сотрудником журналов «Westminster Review» и «Fraser’s Magazine» (позднее стал редактором в последнем).
В 1872 году Фруд путешествовал по Северной Америке, где читал публичные лекции, в 1874—1875 гг. он, по поручению главы правительства Бенджамина Дизраэли лорда Биконсфильда, посетил южно-африканские колонии Британии, чтобы собрать данные по вопросу о введении федеративного устройства.
С 1862 года он был иностранным членом Американского философского общества, а с 1874 года — членом Королевского общества Эдинбурга.
В 1888 году в Лондоне, после поездки по Карибскому морю в 1886—1887 гг., Фруд издал книгу «Англичане в Вест -Индии», которая предлагает четкий, элегантно написанный портрет британских колоний, но особенный интерес представляет глава 12 с зарисовками о Гаити — одно из самых удручающих свидетельств британского расизма в конце XIX века.
В 1892 году Джемс Энтони Фруд получил звание профессора современной истории в Оксфордском университете, сменив на этом посту Эдуарда Огастуса Фримена. Фруд читал свои лекции прежде всего на тему английской Реформации. В 1894 году, когда нагрузки преподавания стали слишком тяжелыми для него, Фруд попросил освободить его от должности по состоянию здоровья; передав кафедру Фредерику Йорку Пауэллу (1850—1904) он удалился в Девоншир.
Джемс Энтони Фруд умер 20 октября 1894 года в городе Кингсбридже в английском графстве Девон.